# Lulinha
Luiz Marcelo Morais dos Reis, detto Lulinha (Mauá, 10 aprile 1990), è un calciatore brasiliano, centrocampista e capitano del Madura Utd.

## Carriera

### Club
Comincia a giocare a calcio a 5 anni, ma è a 8 anni che dopo un provino venne preso dal Corinthians. Successivamente ha anche esordito in prima squadra, nel campionato brasiliano. Il 24 luglio 2009 viene ceduto in prestito ai lusitani dell'Estoril Praia. Dopo aver giocato per diverse squadre brasiliane tra le quali Botafogo, Criciúma, Ceará e Mogi Mirim, dal 26 maggio 2016 passa ai sudcoreani del Pohang Steelers.

### Nazionale
Lulinha ha avuto un inizio significativo con la nazionale facendo 16 gol in 16 partite a 17 anni con la selezione Under-17.

## Palmarès

### Competizioni nazionali
- Campeonato Brasileiro Série B: 2

Corinthians: 2008
Botafogo: 2015
- Coppa del Brasile: 1

Corinthians: 2009

### Competizioni statali
- Campionato paulista: 1

Corinthians: 2009
- Campionato Baiano: 1

Bahia: 2012
- Campionato Cearense: 1

Ceará: 2013